# Бурда, Михаил Иванович
Михаил Иванович Бурда (р. 2 января 1949, село Красный Колядин, Черниговская область) — главный учёный секретарь Академии педагогических наук Украины, заместитель директора Института педагогики АПН Украины, доктор педагогических наук, профессор.

## Биография
Родился 2 января 1949 в селе Красный Колядин Талалаевского района Черниговской области. Доктор педагогических наук (1994), профессор (1996), член-корреспондент Академии педагогических наук Украины (1999), заслуженный деятель науки и техники Украины (2001).
Окончил Нежинский педагогический институт (1970). Учительствовал в школах Киева (1970—1974). Работал в Институте педагогики Академии педагогических наук Украины: младшим научным сотрудником (1974—1982), старшим научным сотрудником (1982—1989), ведущим научным специалистом, заведующим лаборатории методики обучения математике и физике (1990—1996), с 1996 — заместитель директора по научной работе.

Основные научные труды — в области методики преподавания математики.
Принимал участие в разработке Государственных стандартов школьного математического образования, концепции математического образования на Украине. Исследует содержание школьного курса геометрии и принципы его отбора, особенности учебной деятельности учеников на уроках математики. Автор программ и учебников по геометрии для общеобразовательных школ. Отдельные из них:
- Бурда М. И., Тарасенкова Н. А. Геометрия 7 кл. : Учебник. — К. : Педагогічна преса, 2007.
- Бурда М. И. Решение задач на построение в 6—8 классах : Метод. пособие. — Киев : Рад. шк., 1986. − 109 с.
- Геометрія: Навч. посіб для 8—9 кл. 1996 (в соавт.);
- Математика: Навч. посіб. для 10—11 кл. 1997 (в соавт.).

Награждён орденом «За заслуги» III степени (24 августа 2013) — за значительный личный вклад в государственное строительство, социально-экономическое, научно-техническое, культурно-образовательное развитие Украины, весомые трудовые достижения и высокий профессионализм.